# Séries éliminatoires de la Coupe Stanley 1927
Année précédente Année suivante
Les séries éliminatoires de la Coupe Stanley 1927 font suite à la saison 1926-1927 de la Ligue nationale de hockey. Les Sénateurs d'Ottawa remportent la Coupe Stanley en battant en finale les Bruins de Boston sur le score de 2 matchs à 0.

## Tableau récapitulatif
Le premier tour et les demi-finales se jouent en deux matchs, le vainqueur étant l'équipe qui marque le plus de buts. Le vainqueur de la finale, quant à lui, doit remporter deux matchs.
|  | Premier tour | Premier tour           | Premier tour | Premier tour          |    |                    | Demi-finales | Demi-finales | Demi-finales | Demi-finales |  |  | Finale de la Coupe Stanley | Finale de la Coupe Stanley | Finale de la Coupe Stanley | Finale de la Coupe Stanley |
|  |              |                        |              |                       |    |                    |              |              |              |              |  |  |                            |                            |                            |                            |
|  |              |                        |              |                       |    |                    |              |              |              |              |  |  |                            |                            |                            |                            |
|  |              |                        |              |                       |    |                    |              |              |              |              |  |  |                            |                            |                            |                            |
|  |              |                        |              |                       |    |                    |              |              |              |              |  |  |                            |                            |                            |                            |
|  |              |                        |              |                       |    |                    |              |              |              |              |  |  |                            |                            |                            |                            |
|  |              |                        |              |                       |    |                    |              |              |              |              |  |  |                            |                            |                            |                            |
|  | C1           | Sénateurs d'Ottawa     | 5            | 5                     |    |                    |              |              |              |              |  |  |                            |                            |                            |                            |
|  | C1           | Sénateurs d'Ottawa     | 5            | 5                     |    |                    |              |              |              |              |  |  |                            |                            |                            |                            |
|  |              |                        | C2           | Canadiens de Montréal | 1  | 1                  |              |              |              |              |  |  |                            |                            |                            |                            |
|  | C2           | Canadiens de Montréal  | C2           | Canadiens de Montréal | 1  | 1                  | 2            | 2            |              |              |  |  |                            |                            |                            |                            |
|  | C2           | Canadiens de Montréal  |              |                       |    |                    |              | 2            |              |              |  |  |                            |                            |                            |                            |
|  | C3           | Maroons de Montréal    | 1            | 1                     |    |                    |              |              |              |              |  |  |                            |                            |                            |                            |
|  | C3           | Maroons de Montréal    | 1            | 1                     | C1 | Sénateurs d'Ottawa | 2            | 2            |              |              |  |  |                            |                            |                            |                            |
|  |              |                        |              |                       | C1 | Sénateurs d'Ottawa | 2            | 2            |              |              |  |  |                            |                            |                            |                            |
|  |              |                        | A2           | Bruins de Boston      | 0  | 0                  |              |              |              |              |  |  |                            |                            |                            |                            |
|  |              |                        |              |                       | 0  | 0                  |              |              |              |              |  |  |                            |                            |                            |                            |
|  |              |                        |              |                       |    |                    |              |              |              |              |  |  |                            |                            |                            |                            |
|  |              |                        |              |                       |    |                    |              |              |              |              |  |  |                            |                            |                            |                            |
|  | A1           | Rangers de New York    | 1            | 1                     |    |                    |              |              |              |              |  |  |                            |                            |                            |                            |
|  | A1           | Rangers de New York    | 1            | 1                     |    |                    |              |              |              |              |  |  |                            |                            |                            |                            |
|  |              |                        | A2           | Bruins de Boston      | 3  | 3                  |              |              |              |              |  |  |                            |                            |                            |                            |
|  | A2           | Bruins de Boston       | A2           | Bruins de Boston      | 3  | 3                  | 10           | 10           |              |              |  |  |                            |                            |                            |                            |
|  | A2           | Bruins de Boston       |              |                       |    |                    |              | 10           |              |              |  |  |                            |                            |                            |                            |
|  | A3           | Black Hawks de Chicago | 5            | 5                     |    |                    |              |              |              |              |  |  |                            |                            |                            |                            |
|  | A3           | Black Hawks de Chicago | 5            | 5                     |    |                    |              |              |              |              |  |  |                            |                            |                            |                            |
|  |              |                        |              |                       |    |                    |              |              |              |              |  |  |                            |                            |                            |                            |

## Détails des séries

### Premier tour

#### Canadiens de Montréal contre Maroons de Montréal
Après un match nul 1-1 lors du premier match, les Canadiens et les Maroons sont à égalité 0-0 à la fin du temps réglementaire du deuxième match. Une prolongation est alors nécessaire et les Canadiens de Montréal se qualifient grâce à un but de Howie Morenz.
| 29 mars | Maroons de Montréal | 1-1 (0-1, 1-0, 0-0) | Canadiens de Montréal | Forum de Montréal 11 000 spectateurs |

| Feuille de match | Feuille de match                     | Feuille de match | Feuille de match              | Feuille de match                     |
| ---------------- | ------------------------------------ | ---------------- | ----------------------------- | ------------------------------------ |
|                  | Siebert (Stewart) — 32 min 15 s (SN) | 0-1 1-1          | Joliat (Morenz) — 19 min 57 s | Arbitrage : Lou Marsh Bobby Hewitson |
| Benedict         | Gardiens                             | Hainsworth       |                               | Arbitrage : Lou Marsh Bobby Hewitson |
|                  |                                      |                  |                               | Arbitrage : Lou Marsh Bobby Hewitson |
| 29               | Tirs                                 | 31               |                               | Arbitrage : Lou Marsh Bobby Hewitson |

| 31 mars | Canadiens de Montréal | 1-0 (pr) (0-0, 0-0, 0-0, 1-0) | Maroons de Montréal | Forum de Montréal 12 550 spectateurs |

| Feuille de match | Feuille de match    | Feuille de match | Feuille de match | Feuille de match           |
| ---------------- | ------------------- | ---------------- | ---------------- | -------------------------- |
|                  | Morenz — 72 min 5 s | 1-0              |                  | Arbitrage : Marsh Hewitson |
| Hainsworth       | Gardiens            | Benedict         |                  | Arbitrage : Marsh Hewitson |
|                  |                     |                  |                  | Arbitrage : Marsh Hewitson |
| 38               | Tirs                | 48               |                  | Arbitrage : Marsh Hewitson |

#### Boston contre Chicago
| 29 mars | Black Hawks de Chicago | 1-6 (0-3, 1-0, 0-3) | Bruins de Boston | Chicago Coliseum 7 500 spectateurs |

| Feuille de match | Feuille de match              | Feuille de match            | Feuille de match | Feuille de match         |
| ---------------- | ----------------------------- | --------------------------- | --- | ------------------------ |
|                  | Fraser (Rodden) — 29 min 43 s | 0-1 0-2 0-3 1-3 1-4 1-5 1-6 | Fredrickson — 3 min 24 s (SN) Cleghorn (Galbraith) — 14 min 36 s (SN) Herbert — 16 min 37 s Fredrickson (Shore) — 48 min 26 s Oliver — 55 min 55 s Shore — 57 min 55 s | Arbitrage : Bell Ritchie |
| Lehman           | Gardiens                      | Winkler                     | | Arbitrage : Bell Ritchie |
|                  |                               |                             | | Arbitrage : Bell Ritchie |
| 39               | Tirs                          | 26                          | | Arbitrage : Bell Ritchie |

| 31 mars | Bruins de Boston | 4-4 (0-0, 3-2, 1-2) | Black Hawks de Chicago | Boston Arena |

| Feuille de match | Feuille de match                                                                              | Feuille de match                | Feuille de match | Feuille de match         |
| ---------------- | --------------------------------------------------------------------------------------------- | ------------------------------- | --- | ------------------------ |
|                  | Wilson (Hay) — 36 min 48 s Irvin (Hay) — 39 min 4 s (IN) Hay — 51 min 11 s Irvin — 58 min 7 s | 1-0 2-0 3-0 3-1 3-2 4-2 4-3 4-4 | Coutu (Fredrickson) — 27 min 36 s (IN) Galbraith — 29 min 5 s (SN) Galbraith (Fredrickson) — 35 min 34 s (SN) Galbraith (Oliver) — 50 min 13 s (SN) | Arbitrage : Bell Ritchie |
| Winkler          | Gardiens                                                                                      | Lehman                          | | Arbitrage : Bell Ritchie |
|                  |                                                                                               |                                 | | Arbitrage : Bell Ritchie |
| 18               | Tirs                                                                                          | 36                              | | Arbitrage : Bell Ritchie |

### Demi-finales

#### Ottawa contre Canadiens de Montréal
| 2 avril | Canadiens de Montréal | 0-4 (0-3, 0-1, 0-0) | Sénateurs d'Ottawa | Forum de Montréal 13 200 spectateurs |

| Feuille de match | Feuille de match | Feuille de match | Feuille de match                                                                                          | Feuille de match           |
| ---------------- | ---------------- | ---------------- | --- | -------------------------- |
|                  |                  | 0-1 0-2 0-3 0-4  | Denneny — 9 min 45 s (SN) Kilrea — 10 min 10 s (IN) H.Smith — 17 min 40 s Nighbor (Boucher) — 31 min 40 s | Arbitrage : Marsh Hewitson |
| Hainsworth       | Gardiens         | Connell          | | Arbitrage : Marsh Hewitson |
|                  |                  |                  | | Arbitrage : Marsh Hewitson |
| 24               | Tirs             | 39               | | Arbitrage : Marsh Hewitson |

| 4 avril | Sénateurs d'Ottawa | 1-1 (0-1, 1-0, 0-0) | Canadiens de Montréal | Ottawa Auditorium 8 500 spectateurs |

| Feuille de match | Feuille de match                | Feuille de match | Feuille de match     | Feuille de match           |
| ---------------- | ------------------------------- | ---------------- | -------------------- | -------------------------- |
|                  | Finnigan (Kilrea) — 32 min 58 s | 0-1 1-1          | Mantha — 11 min 40 s | Arbitrage : Marsh Hewitson |
| Connell          | Gardiens                        | Hainsworth       |                      | Arbitrage : Marsh Hewitson |
|                  |                                 |                  |                      | Arbitrage : Marsh Hewitson |
| 51               | Tirs                            | 40               |                      | Arbitrage : Marsh Hewitson |

#### Rangers de New York contre Boston
| 2 avril | Bruins de Boston | 0-0 (0-0, 0-0, 0-0) | Rangers de New York | Boston Arena 9 000 spectateurs |

| Feuille de match | Feuille de match | Feuille de match | Feuille de match | Feuille de match            |
| ---------------- | ---------------- | ---------------- | ---------------- | --------------------------- |
|                  |                  |                  |                  | Arbitrage : Laflamme O'Hara |
| Winkler          | Gardiens         | Chabot           |                  |                             |
|                  |                  |                  |                  |                             |
| 28               | Tirs             | 15               |                  |                             |

| 4 avril | Rangers de New York | 1-3 (1-0, 0-3, 0-0) | Bruins de Boston | 14 000 spectateurs |

| Feuille de match | Feuille de match                  | Feuille de match | Feuille de match                                                                                                   | Feuille de match            |
| ---------------- | --------------------------------- | ---------------- | --- | --------------------------- |
|                  | BillCook (Abel) — 4 min 51 s (SN) | 1-0 1-1 1-2 1-3  | Herbert (Galbraith) — 7 min 42 s Hitchman (Fredrickson) — 17 min 13 s (SN) Oliver (Fredrickson) — 18 min 13 s (SN) | Arbitrage : Laflamme O'Hara |
| Chabot           | Gardiens                          | Winkler          | | Arbitrage : Laflamme O'Hara |
|                  |                                   |                  | | Arbitrage : Laflamme O'Hara |
|                  |                                   |                  | | Arbitrage : Laflamme O'Hara |

### Finale
Le vainqueur étant désigné après deux victoires, quatre matches sont nécessaires pour déterminer le vainqueur à la suite des matchs nuls de la première et de la troisième rencontre.
| 7 avril | Bruins de Boston | 0-0 (0-0, 0-0, 0-0) | Sénateurs d'Ottawa | Boston Arena 9 000 spectateurs |

| Feuille de match | Feuille de match | Feuille de match | Feuille de match | Feuille de match          |
| ---------------- | ---------------- | ---------------- | ---------------- | ------------------------- |
|                  |                  |                  |                  | Arbitrage : Bell Laflamme |
| Winkler          | Gardiens         | Connell          |                  |                           |
|                  |                  |                  |                  |                           |
|                  |                  |                  |                  |                           |

| 9 avril | Bruins de Boston | 1-3 | Sénateurs d'Ottawa | Boston Arena 10 000 spectateurs |

| Feuille de match | Feuille de match                   | Feuille de match | Feuille de match                                                                               | Feuille de match          |
| ---------------- | ---------------------------------- | ---------------- | ---------------------------------------------------------------------------------------------- | ------------------------- |
|                  | Oliver (Fredrickson) — 36 min 45 s | 0-1 0-2 1-2 1-3  | Clancy — 6 min 37 s (SN) Finnigan (Kilrea) — 11 min 23 s (SN) Denneny (H. Smith) — 39 min 55 s | Arbitrage : Bell Laflamme |
| Winkler          | Gardiens                           | Connell          |                                                                                                | Arbitrage : Bell Laflamme |
|                  |                                    |                  |                                                                                                | Arbitrage : Bell Laflamme |
|                  |                                    |                  |                                                                                                | Arbitrage : Bell Laflamme |

| 11 avril | Sénateurs d'Ottawa | 1-1 (0-1, 1-0, 0-0) | Bruins de Boston | Ottawa Auditorium 10 000 spectateurs |

| Feuille de match | Feuille de match                    | Feuille de match | Feuille de match              | Feuille de match          |
| ---------------- | ----------------------------------- | ---------------- | ----------------------------- | ------------------------- |
|                  | Denneny (Clancy) — 35 min 50 s (SN) | 0-1 1-1          | Herbert (Oliver) — 7 min 24 s | Arbitrage : Bell Laflamme |
| Connell          | Gardiens                            | Winkler          |                               | Arbitrage : Bell Laflamme |
|                  |                                     |                  |                               | Arbitrage : Bell Laflamme |
| 34               | Tirs                                | 31               |                               | Arbitrage : Bell Laflamme |

| 13 avril | Sénateurs d'Ottawa | 3-1 (0-0, 2-0, 2-1) | Bruins de Boston | Ottawa Auditorium 8 500 spectateurs |

| Feuille de match | Feuille de match                                                                  | Feuille de match | Feuille de match     | Feuille de match          |
| ---------------- | --------------------------------------------------------------------------------- | ---------------- | -------------------- | ------------------------- |
|                  | Finnigan (Nighbor) — 25 min 10 s Denneny — 27 min 55 s (SN) Denneny — 51 min 25 s | 1-0 2-0 3-0 3-1  | Oliver — 57 min 50 s | Arbitrage : Bell Laflamme |
| Connell          | Gardiens                                                                          | Winkler          |                      | Arbitrage : Bell Laflamme |
|                  |                                                                                   |                  |                      | Arbitrage : Bell Laflamme |
| 36               | Tirs                                                                              | 21               |                      | Arbitrage : Bell Laflamme |